# Brîtavka, Cecelnîk
Brîtavka (în ucraineană Бритавка) este o comună în raionul Cecelnîk, regiunea Vinnița, Ucraina, formată numai din satul de reședință.

## Demografie
Componența lingvistică a satului Brîtavka
     Ucraineană (97,88%)
     Rusă (1,56%)
     Alte limbi (0,14%)
Conform recensământului din 2001, majoritatea populației satului Brîtavka era vorbitoare de ucraineană (97,88%), existând în minoritate și vorbitori de rusă (1,56%).